# Journal for the History of Astronomy
Journal for the History of Astronomy (abrégé en J. Hist. Astron. et JHA) est une revue scientifique à comité de lecture spécialisée en histoire de l'astronomie. Elle est éditée par la maison d'édition britannique Science History Publications Ltd, fondée en 1971 et basée à Cambridge (Angleterre). La revue elle-même est parue la première fois en 1970, à raison de quatre volumes par an.
D'après le Journal Citation Reports, le facteur d'impact de ce journal était de 0,434 en 2009. Actuellement[Quand ?], la direction éditoriale est assurée par Michael Hoskin (St Edmund's College, Royaume-Uni).

## Histoire
Au cours de son histoire, le journal a incorporé la publication suivante :
- Archaeoastronomy, 1979-2002  (ISSN 0190-9940)[1],[2]